# Brenda Beenhakker
Brenda Beenhakker (* 18. Februar 1977 in Arnhem) ist eine niederländische Badmintonspielerin.

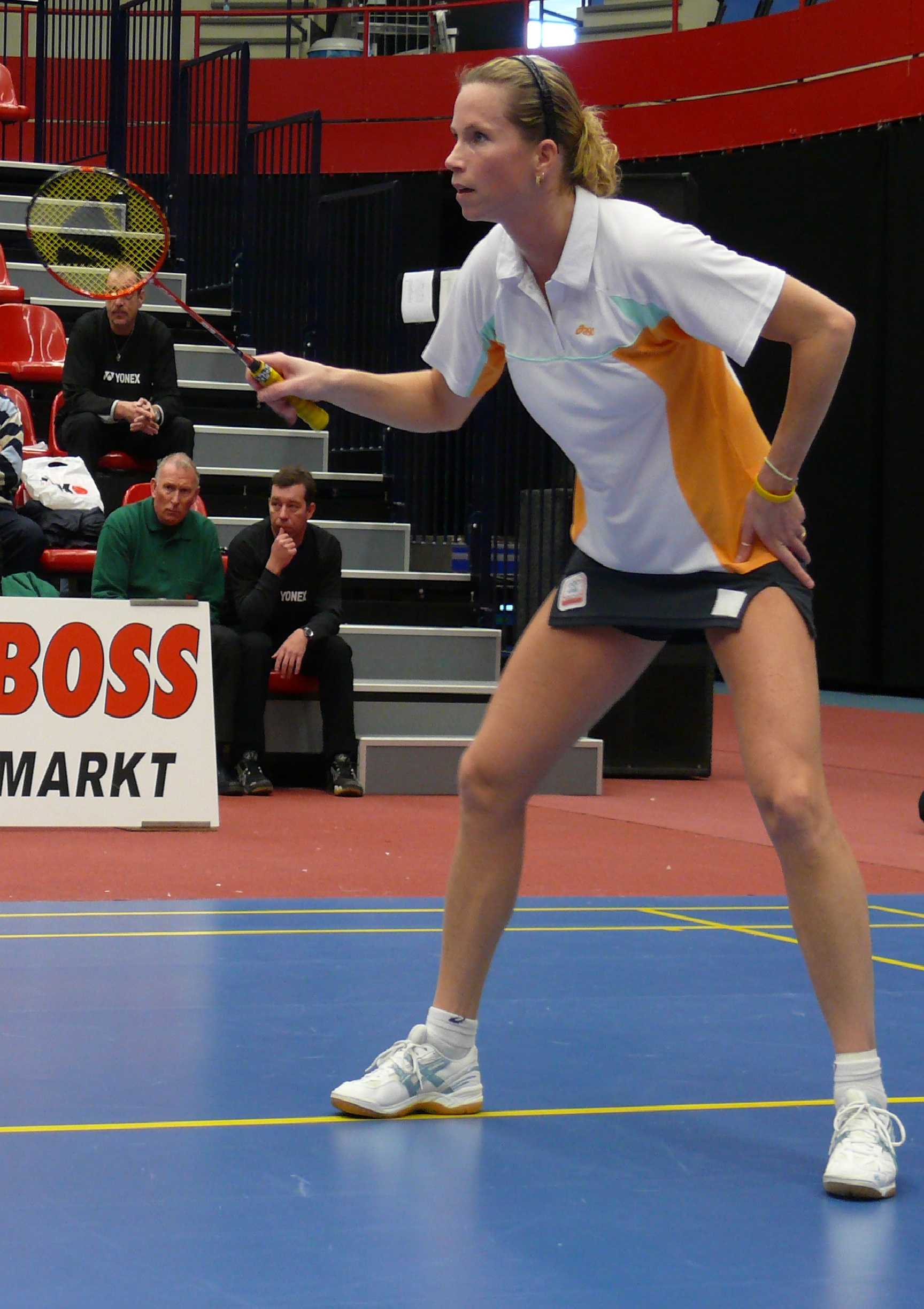
Brenda Beenhakker

## Karriere
Brenda Beenhakker gewann ihren ersten Juniorenmeistertitel in den Niederlanden 1993. 1995 wurde sie Junioreneuropameisterin und siegte auch erstmals national bei den Erwachsenen. International erkämpfte sie sich Titel bei den Welsh Open, Dutch International und den French Open. Bei der Badminton-Europameisterschaft 2002 gewann sie Bronze im Dameneinzel.

## Sportliche Erfolge
| Saison | Veranstaltung                                   | Disziplin   | Sieger                                    |
| ------ | ----------------------------------------------- | ----------- | ----------------------------------------- |
| 1993   | Niederlande: Einzelmeisterschaften der Junioren | Dameneinzel | Brenda Beenhakker                         |
| 1994   | Niederlande: Einzelmeisterschaften der Junioren | Dameneinzel | Brenda Beenhakker                         |
| 1995   | Niederlande: Einzelmeisterschaften der Junioren | Damendoppel | Antoinette Achterberg / Brenda Beenhakker |
| 1995   | Europameisterschaft der Junioren                | Dameneinzel | Brenda Beenhakker                         |
| 1995   | Niederlande: Einzelmeisterschaften              | Dameneinzel | Brenda Beenhakker                         |
| 1995   | Niederlande: Einzelmeisterschaften der Junioren | Dameneinzel | Brenda Beenhakker                         |
| 1997   | Niederlande: Einzelmeisterschaften              | Dameneinzel | Brenda Beenhakker                         |
| 1997   | Wales: Internationale Meisterschaften           | Dameneinzel | Brenda Beenhakker                         |
| 1998   | Niederlande: Einzelmeisterschaften              | Dameneinzel | Brenda Beenhakker                         |
| 1999   | Niederlande: Einzelmeisterschaften              | Dameneinzel | Brenda Beenhakker                         |
| 2000   | Niederlande: Einzelmeisterschaften              | Dameneinzel | Brenda Beenhakker                         |
| 2001   | Frankreich: Internationale Meisterschaften      | Dameneinzel | Brenda Beenhakker                         |
| 2001   | Wales: Internationale Meisterschaften           | Dameneinzel | Brenda Beenhakker                         |
| 2005   | Niederlande: Einzelmeisterschaften              | Damendoppel | Brenda Beenhakker / Karina de Wit         |
| 2006   | Niederlande: Einzelmeisterschaften              | Damendoppel | Brenda Beenhakker / Judith Meulendijks    |
| 2007   | Niederlande: Einzelmeisterschaften              | Damendoppel | Brenda Beenhakker / Judith Meulendijks    |